# Wayne Braithwaite
Wayne Braithwaite (* 9. August 1975 in Georgetown/Guyana) ist ein Berufsboxer und ehemaliger Weltmeister im Cruisergewicht.

## Profi
1997 gewann Braithwaite seinen ersten Profikampf durch technischen KO in Runde 4. Am 25. Juli 1998 holte er sich dann seinen ersten kleinen Titel. Wayne Braithwaite wurde Cruisergewichts-Champion von Guyana. Ein halbes Jahr später wurde er dann schon in seinem siebten Profikampf Weltmeister im Cruisergewicht in dem eher unbedeutenden Verband WBB. Im gleichen Jahr (1999) wurde er dann noch WBC International Meister. NABF-Weltmeister wurde er im Jahr 2000. In diesem Fight musste er auch seinen WBC-International-Gürtel verteidigen. Braithwaite gewann durch technischen KO in Runde 8 gegen den hoch eingeschätzten Dale Brown.
Am 11. Oktober 2002 gewann Braithwaite dann den vakant gewordenen WBC-Weltmeisterschafts-Gürtel im Cruisergewicht. In der zehnten Runde wurde der Fight abgebrochen. Die nächsten zwei Titelverteidigungen im Jahr 2003 wurden vorzeitig beendet, einmal in der vierten und einmal in der ersten Runde. Am 17. April 2004 gewann Braithwaite erneut, diesmal einstimmig nach Punkten. Ein ganzes Jahr dauerte es, bis er wieder in den Ring stieg. Eine Titelvereinigung fand statt. Wayne Braithwaite, der Cruisergewichts-Champion nach Version der WBC, gegen den WBA-Weltmeister Jean-Marc Mormeck. Mormeck gewann knapp nach Punkten. Es war die erste Niederlage für Braithwaite in seinem 22. Profi-Kampf.
5 Monate später verlor Braithwaite vorzeitig gegen Guillermo Jones im Kampf um den WBA Fedelatin- und den WBC Latino-Titel im Cruisergewicht. Danach trat Braithwaite vom Boxsport zurück.
Am 3. Februar 2007 erfolgte sein Comeback. Wayne Braithwaite gewann durch technischen KO in Runde 7 und schon im nächsten Kampf durfte er erneut um den WBO-Gürtel boxen. Chancenlos verlor er gegen seinen Gegner Enzo Maccarinelli, welcher damit Weltmeister blieb. Am 29. März 2008 boxte Braithwaite erneut um den WBA Fedelatin- und den WBC Latino-Titel. Titelträger war der ungeschlagene Yoan Pablo Hernández. Nach KO in der dritten Runde gewann Braithwaite den Kampf und war somit neuer WBA Fedelatin- und WBC Latino-Champion im Cruisergewicht.